# Liu Kun-ji
Liu Kun-ji (pinjin: Liú Kūnyī, Wade-Giles: Liu K’un-i, egyszerűsített kínai: 刘坤一, hagyományos kínai: 劉坤一) (1830. január 21. – 1902. október 6.) Csing-dinasztia korabeli kínai katona, politikus, Liangjiang és Liangguang alkirálya.

## Élete
1830. január 21-én született a Hunan tartományban található Xinningban. Nagy szerepet vállal a Tajping-felkelés leverésében, Dél-Kínában. A háború utáni időkben egyike azon kínai vezetőknek, akik uralták 1850 és 1864 között Kínát. Azt tanácsolta az ország kormányának, hogy létesítsen kapcsolatot a nyugati körökkel, a közigazgatásban pedig megpróbált véget vetni a korrupciónak. Több tisztviselő mellett ő is nyugati fegyvereket és hajókat vett, otthon pedig elkezdték a nyugati mintájú fegyverek és hajók gyártásához alkalmas gyárakat építeni.
Más területeken azonban nem volt már annyira sikeres. Nem tudta megakadályozni Észak-Kínában a bokszerek előretörését és a központi kormány egyre növekvő befolyását. Ő is részt vett kismértékben a japánok ellen folyó hadműveletekben az első kínai–japán háború idején, de ő sem tudott katonai sikereket elérni, számos más kínai hadvezérhez hasonlóan. 1900-ban az uralkodó úgy döntött, hogy támogatja az idegenek ellen lázadó bokszereket a bokszerlázadás idején, és háborúba szállt a külföldi hatalmakkal. Li csatlakozott a többi dél-kínai tartományfőhöz, figyelmen kívül hagyta az uralkodó fegyverkezési parancsát, és nem segédkezett az idegenek elleni harcban. Ezzel a bokszerek ellen harcoló külföldi katonák halálozási számát kívánták minimalizálni. Ennek köszönhetően miután a nyugati hatalmak leverték a felkelést, a végleges békemegállapodásban enyhébb feltételeket szabtak ki Kínára. Halála évében, 1902-ben Zhang Zhidong tudós tábornokkal együtt benyújtott több javaslatot is, amiben a reformok és az újítások szükségességéről és a nyugati kultúra elterjesztése a hagyományos mellett sorolt fel több érvet is. Ez egy átfogó program volt, de a Csing uralkodó csak egy részét fogadta el. Ez túl kevésnek bizonyult, s ahhoz is késő volt, hogy megmentse a dinasztiát a bukástól, ami végül 1911-ben be is következett.